# Pârâul Odăilor
Părâul Odăilor este un afluent al râului Olt. 

## Hărți
- Harta Munții Cozia [nefuncțională – arhivă]